# Гора Яновського
Гора Яновського або Замкова гора — пагорб, який є найвищою вершиною Краківсько-Ченстоховської височини. Пагорб лежить у південній частині Ченстоховської височини, в селі Подзамче в гміні Огродзенець. Висота пагорба складає 516 метрів над рівнем моря.
На вершині гори Яновського розташовується спа-готель. Трохи нижче, на скелях північних схилів — знаходяться руїни замку Огродзенець. Нижню частину західних схилів займають будівлі села Подзамче. Частина пагорбу вкрита лісом, однак більша частина є відкритою. Завдяки цьому з пагорба відривається широкий панорамний вигляд на околиці, а за хорошої погоди видно пасма Карпат.
Найвищою точкою пагорба є скеля Чубатка. Крім неї, на пагорбі є значна кількість придатних для скелелазіння скель, які розбиті на три сектори. У секторі замку Огродзенець розташовані такі скелі як Адепт, Дірява, Хвіртки, Качур, Лялька, Ведмідь, Віконник, Чернець, в секторі Грані з Капелюхом — скелі Капелюх та Грань за Капелюхом, в секторі Чим — скелі Бігос і ворота, Капа, Обеліск, Пердольник, Ратуша, Скеля 504, Верблюд, Велика та Мала Чима .
Раніше пагорб називався Замковою горою. Назву Гора Яновського йому було надано для вшанування пам'яті польського мандрівника Олександра Яновського, одного із засновників Польського туристично-краєзнавчого товариства. Олександр Яновський також доклав значних зусиль для врятування руїн замку Огродзенець від цілковитого знищення.